# Cold Bokkeveld

Cold Bokkeveld är en så kallad kondrit, en stenmeteorit av det vanligaste slaget, som utgör cirka 90% av alla meteoriter som hittats. Cold Bekkeveld väger 5,2 kg, och hittades i Västra Kapprovinsen i Sydafrika år 1838. Cold Bokkeveld innehåller byggstenarna till liv, det vill säga kol, väte, syre och kväve. Meteoriten innehåller även vatten, cirka 10% av vikten.